# دوين دنيس
دوين دنيس هو لاعب هوكي الجليد كندي، ولد في 6 فبراير 1969 في فيرنون في كندا.

## وصلات خارجية
- دوين دنيس على موقع دوري الهوكي الوطني (الإنجليزية)
- دوين دنيس على موقع EliteProspects.com (الإنجليزية)
- دوين دنيس على موقع Eurohockey.com (الإنجليزية)
- دوين دنيس على موقع HockeyDB.com (الإنجليزية)